# Suzanne M. Vautrinot

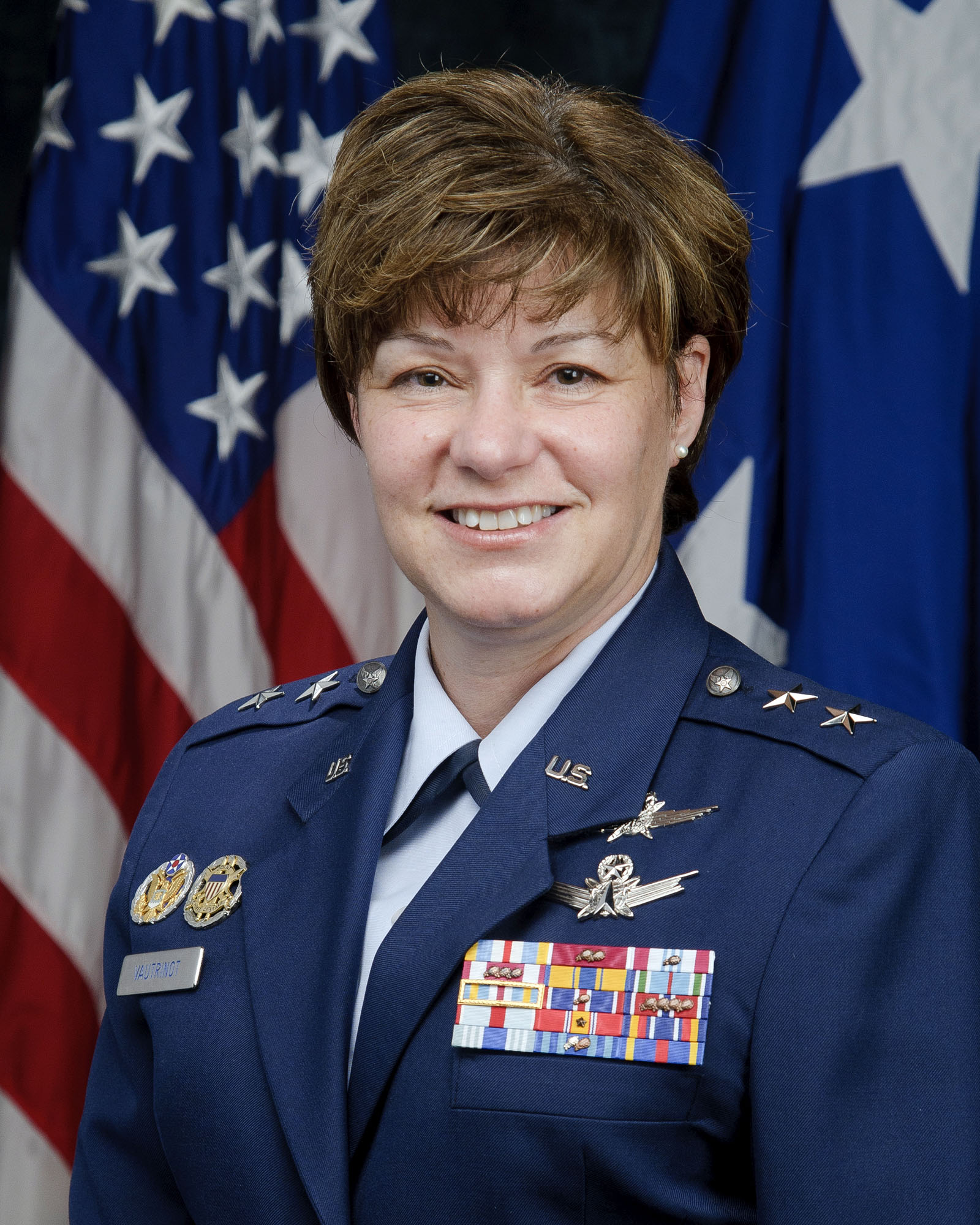
Suzanne M. Vautrinot (2011)

 Suzanne M. Vautrinot (* um 1960) ist eine pensionierte Offizierin der United States Air Force, die dort den Rang eines Generalmajors erreichte. Sie kommandierte unter anderem die 24. Luftflotte (Twenty Fourh Air Force).

## Leben
Im Jahr 1982 absolvierte sie die United States Air Force Academy in Colorado Springs. Nach ihrer Graduation wurde sie als Leutnant in das Offizierskorps der Air Force aufgenommen. In der Folge durchlief sie alle Offiziersgrade vom Leutnant bis zum Zwei-Sterne-General.
Im Lauf ihrer militärischen Karriere absolvierte sie verschiedene Kurse und Schulungen. Dazu gehörten unter anderem die Squadron Officer School auf der Maxwell Air Force Base in Alabama; das Air Command and Staff College ebenfalls auf der Maxwell AFB; das Armed Forces Staff College in Norfolk in Virginia und das Air War College über einen Fernkurs. Außerdem erhielt sie akademische Grade von der University of Southern California und der Harvard Kennedy School.
In ihren frühen Jahren als Offizierin der Luftwaffe war sie an verschiedenen Stützpunkten stationiert. Dabei war sie vor allem auf dem Weltraumsektor (Space) der Air Force tätig. Außerdem war sie Stabsoffizierin bei unterschiedlichen Einheiten. Dazwischen absolvierte sie die erwähnten Schulungen. Zwischen Januar 1987 und Juli 1989 gehörte sie auf der Ramstein Air Base in Deutschland dem Stab der United States Air Forces in Europe an. Danach setzte sie ihre Laufbahn in den Vereinigten Staaten fort.
Zwischen Dezember 1997 und Juli 1999 kommandierte sie im Rang eines Oberstleutnants auf der Schriever Space Force Base in Colorado die 11. Weltraumwarnungsschwadron (11th Space Warning Squadron). Nach einer anschließenden Weiterbildung an der Harvard Kennedy School wurde sie im Juni 2000 auf die Vandenberg Space Force Base in Kalifornien versetzt. Bis zum Juli 2002 leitete sie dort die Stabsabteilung für Operationen der 14. Luftflotte. Es folgte eine Versetzung zum Hauptquartier des damaligen Air Force Space Commands, der auf der Peterson Air Force Base, ebenfalls in Colorado, ansässig war. Zwischen Juli 2002 und Juni 2003 leitete sie dessen Stabsabteilung für Luft- und Raumoperationen (Air and Space Operations).
Ihr nächster Auftrag führte sie wieder zur Schriever AFB. Bis zum April 2005 hatte sie dort den Oberbefehl über das 50. Raumgeschwader (50th Space Wing). Danach gehörte sie bis zum Juli 2006 zum Stab des Hauptquartiers der Air Force. Anschließend wurde sie auf die Randolph Air Force Base in Texas versetzt. Zwischen Juli 2006 und Juni 2008 leitete sie dort eine Stabsabteilung (Air Force Recruiting Service) beim Air Education and Training Command. Es folgte eine Versetzung zum Fort George G. Meade in Maryland. Bis zum Mai 2010 war sie dort stellvertretende Kommandeurin des Joint Functional Component Commands der dem United States Strategic Command unterstand. Bis zum Dezember 2010 verblieb sie noch in Fort George G. Meade, wo sie die Stabsabteilung für Planungen im Hauptquartier des United States Cyber Commands leitete.
Zwischen Dezember 2010 und April 2011 gehörte sie als Special Assistant zum Stab des Vice Chief of Staff of the Air Force. Am 29. April 2011 übernahm Suzanne Vautrinot auf der Lackland AFB als Nachfolgerin von Richard E. Webber das Kommando über die 24. Luftflotte. Dieses Amt bekleidete sie bis zum Juni 2013, als James K. McLaughlin ihre Nachfolge antrat. Gleichzeitig schied sie aus dem aktiven Militärdienst aus.
Nach ihrer Pensionierung wurde sie in der freien Wirtschaft tätig. Sie ist Präsidentin der Firma Kilovolt Consulting Inc. und Vorstandmitglied mehrerer Firmen, wozu auch Wells Fargo gehört.

## Daten der Beförderungen
| Abzeichen | Rang               | Jahr              |
| --------- | ------------------ | ----------------- |
|           | Second Lieutenant  | 2. Juni 1982      |
|           | First Lieutenant   | 2. Juni 1984      |
|           | Captain            | 2. Juni 1986      |
|           | Major              | 1. Mai 1993       |
|           | Lieutenant Colonel | 1. Januar 1997    |
|           | Colonel            | 1. April 2000     |
|           | Brigadier General  | 2. September 2006 |
|           | Major General      | 2. November 2009  |

## Orden und Auszeichnungen
Suzanne Vautrinot erhielt im Lauf ihrer militärischen Laufbahn unter anderem folgende Auszeichnungen:
- Defense Superior Service Medal
- Legion of Merit
- Defense Meritorious Service Medal
- Meritorious Service Medal
- Air Force Commendation Medal
- Joint Service Achievement Medal
- National Defense Service Medal